# Jakob Schneider
Jakob Schneider (født 18. april 1994 i Ihringen, Tyskland) er en tysk roer og tredobbelt verdensmester.
Schneider vandt en sølvmedalje ved OL 2020 i Tokyo, hvor han sammen med Johannes Weißenfeld, Laurits Follert, Olaf Roggensack, Torben Johannesen, Malte Jakschik, Richard Schmidt, Hannes Ocik og styrmand Martin Sauer udgjorde den tyske otter. Tyskerne blev i finalen besejret med knap et sekund af guldvinderne fra New Zealand, mens Storbritannien vandt bronze.
Schneider har desuden vundet hele tre VM- og tre EM-guldmedaljer i otter, i henholdsvis 2017, 2018 og 2019.

## OL-medaljer
- 2020:  Sølv i otter